# Association acadienne des artistes professionnel.le.s du Nouveau-Brunswick
L'Association acadienne des artistes professionnel.le.s du Nouveau-Brunswick (AAAPNB) est un organisme culturel qui représente ses membres depuis sa fondation en 1990. En plus de défendre les intérêts des artistes de l'Acadie, l'AAAPNB œuvre aussi à la promotion des arts et de la culture par différentes initiatives.

## Historique
L'Association acadienne des artistes professionnel.le.s du Nouveau-Brunswick (AAAPNB) a été fondée en 1990. C'est un organisme à but non lucratif qui défend les droits et intérêts de ses membres, issus de toutes les disciplines artistiques. L'association a aussi un rôle de promotion, de développement, de diffusion et de perfectionnement afin de soutenir les artistes à différents niveaux. La première décennie de l'association est marquée par un grand manque de financement, alors que le Nouveau-Brunswick est la province canadienne qui finance le moins la culture. Ainsi, en 1999, avec Yves Turbide à la présidence de l'association, l'AAAPNB se joint à huit organisations de la province pour mettre sur pied la Coalition acadienne pour le financement des arts qui vise à obtenir un financement durable et stable pour la culture, notamment par la sensibilisation du grand public et du gouvernement.
En 1998, l'association crée les Prix Éloizes qui récompensent la communauté artistique des quatre provinces de l'Acadie (Nouveau-Brunswick, Nouvelle-Écosse, Île-du-Prince-Édouard et Terre-Neuve-et-Labrador) en remettant 16 prix lors d'un gala qui marque la fin de la FrancoFête en Acadie,.
Le 22 mars 2001, Carmen Gibbs devient directrice générale de l'AAAPNB, poste qu'elle occupe pendant plus de 20 ans.
En 2001, l'AAAPNB devient l'un des trois membres fondateurs de l’Alliance nationale de l’industrie musicale (ANIM) créée en remplacement du Regroupement national des professionnel.le.s de la chanson et de la musique (RNPCM).
En 2003, l'AAAPNB devient le premier organisme culturel acadien à être membre du réseau Les Arts et la Ville. C'est une collaboration sur plusieurs années qui s'inscrit dans une réflexion sur le développement culturel et le développement municipal, notamment l'intégration des arts à l'aménagement du territoire. Ce partenariat donne aussi lieu au projet de Laboratoires artistiques de développement local mettant en contact un élu et un artiste, l'un de l'Acadie et l'autre du Québec.
En 2004, l'idée de créer les États généraux des arts et de la culture du Nouveau-Brunswick apparaît lors de la Convention de la Société acadienne du Nouveau-Brunswick tenue dans le cadre des célébrations des 400 ans de l'Acadie,. Ces États généraux sont organisés par l'AAAPNB et dirigés par René Cormier. Ils ont lieu du 2 au 6 mai 2007 à Caraquet, un événement majeur qui marque l'histoire de l'AAAPNB. Pas moins de 600 délégués y ont participé et 58 recommandations en ont émané. Il s'agit d'une mobilisation importante de la population acadienne. L'AAAPNB a ensuite reçu une subvention spéciale de 100 000 $ du gouvernement provincial pour concrétiser les grandes actions décidées lors des États généraux. Une stratégie globale de mise en application est adoptée en 2009.
En 2015, l'AAAPNB célèbre ses 25 ans et compte plus de 200 membres. Durant cette même année, l'association appuie la candidature de Dieppe où se tient pour la première fois à l’extérieur du Québec le colloque Les Arts et la Ville,. Un an plus tard, soit en 2016, l'Association acadienne des artistes professionnel.le.s du Nouveau-Brunswick est lauréate du prix Acadie-Québec, conjointement avec le Réseau atlantique de diffusion des arts de la scène (RADARTS), les Arts et la Ville, ainsi que la ville de Dieppe.
En 2020, alors que la pandémie de COVID-19 bouleverse la planète et les milieux culturels, l'AAAPNB élabore un plan de relance du secteur culturel et demande des mesures exceptionnelles pour aider les artistes. Elle rédige ensuite un rapport démontrant la fragilité du secteur culturel et propose des solutions. En 2022, l'association poursuit et demande des investissements importants pour les arts et la culture, toujours en situation difficile.
À la fin de l'année 2023, l'AAAPNB publie un rapport témoignant de la situation financière difficile des artistes de profession du Nouveau-Brunswick, dans l'espoir de faire changer les choses pour ses membres.
Le siège social de l'AAAPNB est situé dans la ville de Moncton. L'association est membre du Centre culturel Aberdeen, situé à Moncton et très fréquenté par les artistes membres de l'AAAPNB. Elle est aussi membre de la Fédération culturelle canadienne-française,.
L'Association acadienne des artistes professionnel.le.s du Nouveau-Brunswick a mené depuis sa fondation plusieurs dossiers importants : la professionnalisation de l'artiste et ses conditions de travail, l'application de la politique culturelle du Nouveau-Brunswick, la formation continue et postsecondaire des artistes et des acteurs du milieu culturel, l'accompagnement des municipalités voulant se doter de politiques culturelles.
Depuis l'an 2000, se sont succédé à la présidence de l'AAAPNB Philip André Collette, Louise Lemieux, Philippe Beaulieu ayant occupé le poste pendant 10 ans, de 2013 à 2023, et Jean-Philippe Raîche, devenu président en 2023,.

## Mission
L'Association acadienne des artistes professionnel.le.s du Nouveau-Brunswick a comme mission de défendre et de promouvoir les intérêts et les droits de ses membres issus de toutes les disciplines artistiques. Elle a aussi une mission de représentation des artistes du Nouveau-Brunswick auprès des différentes instances gouvernementales. Elle développe les secteurs artistiques dont ses membres font partie et leur offre des services de publication et de promotion, en plus de veiller à les informer sur leurs droits et sur divers sujets d'importance.